# Robert Francis Vasa
Robert Francis Vasa (Lincoln, 7 maggio 1951) è un vescovo cattolico statunitense, dal 30 giugno 2011 vescovo di Santa Rosa in California.

## Biografia
Robert Francis Vasa è nato a Lincoln, in Nebraska, il 7 maggio 1951 da Joe e Leona Vasa.

### Formazione e ministero sacerdotale
Ha studiato filosofia presso il seminario "San Tommaso" a Denver dal 1968 al 1972 e teologia presso il seminario "Santissima Trinità" a Dallas dal 1972 al 1976.
Il 22 maggio 1976 è stato ordinato presbitero per la diocesi di Lincoln nella cattedrale diocesana da monsignor Glennon Patrick Flavin. In seguito è stato vicario cooperatore della parrocchia della cattedrale di Cristo Risorto a Lincoln e insegnante presso la Pius X High School dal 1º giugno 1976 al 1979 e avvocato presso il tribunale diocesano dall'11 agosto 1977 al 1979. Nel 1979 è stato inviato a Roma per studi. Nel 1981 ha conseguito la licenza in diritto canonico presso la Pontificia Università Gregoriana. Tornato in patria è stato cancelliere vescovile aggiunto con residenza presso la Good Counsel Retreat House a Waverly dal 20 luglio 1981 al 1985; padre priore del Columbian Squires Circle di Lincoln dal 10 novembre 1981; amministratore finanziario temporaneo della parrocchia del Santissimo Sacramento a Lincoln dal 10 dicembre 1982; vicario giudiziale dal 20 maggio 1985 al 1996; parroco della parrocchia di San Giacomo a Cortland dal 12 giugno 1985 al 1987; vice-cancelliere vescovile dal 17 giugno 1987; direttore del fondo per la ristrutturazione della chiesa di Santo Stefano a Exeter dal 20 settembre 1988; responsabile della parrocchia di Santo Stefano a Exeter dal 16 maggio al 14 giugno 1989; amministratore parrocchiale della parrocchia di Santa Maria a David City dal 1º marzo 1990; parroco della parrocchia di San Pietro a Lincoln dal 21 maggio 1990 al 1996; presidente del comitato per il sinodo diocesano del 1996 dal 20 settembre 1994; vicario generale, moderatore della curia e funzionario finanziario con residenza presso la Villa Regina Motherhouse dal 17 giugno 1996 al 1999; presidente della commissione diocesana per l'edilizia dal 15 ottobre 1996 e amministratore parrocchiale della parrocchia di San Michele a Cheney con residenza presso la Kealy Hall di Lincoln dal 16 giugno 1997 al 14 giugno 1999. Il 28 novembre 1995 è stato nominato prelato d'onore di Sua Santità ed è stato investito del titolo il 14 gennaio successivo.

### Ministero episcopale
Il 19 novembre 1999 da papa Giovanni Paolo II lo ha nominato vescovo di Santa Rosa in California. Ha ricevuto l'ordinazione episcopale il 26 gennaio successivo da John George Vlazny, arcivescovo metropolita di Portland in Oregon, co-consacranti Thomas Joseph Connolly, vescovo emerito di Baker e Fabian Wendelin Bruskewitz, vescovo emerito di Lincoln.
Nel 2006 ha sottinteso che le persone che sostengono l'aborto sono colpevoli di eresia.
Nel febbraio del 2010, secondo un articolo online del Catholic News Service del 21 dicembre 2010 sullo stato di un altro ospedale precedentemente cattolico, il vescovo Vasa aveva affermato che il St. Charles Medical Center di Bend, in Oregon, situato all'interno della diocesi di Baker, si era "gradualmente spostato lontano" dalle direttive etiche della Chiesa e non poteva più essere definito "cattolico". A seguito di tale decisione, non viene più celebrata la messa nella cappella dell'ospedale e tutti gli oggetti considerati cattolici sono stati rimossi dall'ospedale e restituiti alla Chiesa. Il centro ha mantenuto il nome di San Carlo e in cima all'edificio ha conservato una croce.
Il 24 gennaio 2011 papa Benedetto XVI lo ha nominato vescovo coadiutore di Santa Rosa in California. Il 6 marzo successivo è stato accolto in diocesi. È succeduto alla medesima sede il 30 giugno 2011.
Nell'aprile del 2012 e nel gennaio del 2020 ha compiuto la visita ad limina.
In seno alla Conferenza dei vescovi cattolici degli Stati Uniti è membro del sottocomitato per le missioni interne e della task force sull'assistenza sanitaria. È anche consigliere episcopale di CatechismClass, che fornisce educazione religiosa online. In precedenza è stato moderatore episcopale della Catholic Medical Association fino al 2014.

## Genealogia episcopale
La genealogia episcopale è:
- Cardinale Scipione Rebiba
- Cardinale Giulio Antonio Santori
- Cardinale Girolamo Bernerio, O.P.
- Arcivescovo Galeazzo Sanvitale
- Cardinale Ludovico Ludovisi
- Cardinale Luigi Caetani
- Cardinale Ulderico Carpegna
- Cardinale Paluzzo Paluzzi Altieri degli Albertoni
- Papa Benedetto XIII
- Papa Benedetto XIV
- Papa Clemente XIII
- Cardinale Marcantonio Colonna
- Cardinale Giacinto Sigismondo Gerdil, B.
- Cardinale Giulio Maria della Somaglia
- Cardinale Carlo Odescalchi, S.I.
- Cardinale Costantino Patrizi Naro
- Cardinale Lucido Maria Parocchi
- Papa Pio X
- Cardinale Gaetano De Lai
- Cardinale Raffaele Carlo Rossi, O.C.D.
- Cardinale Amleto Giovanni Cicognani
- Arcivescovo Paul John Hallinan
- Cardinale Joseph Louis Bernardin
- Arcivescovo John George Vlazny
- Vescovo Robert Francis Vasa